# Parafia Świętego Krzyża w Gdańsku
Parafia pw. Świętego Krzyża w Gdańsku – parafia rzymskokatolicka usytuowana w Gdańsku, w dzielnicy Wrzeszcz Dolny, przy ul. Adama Mickiewicza.

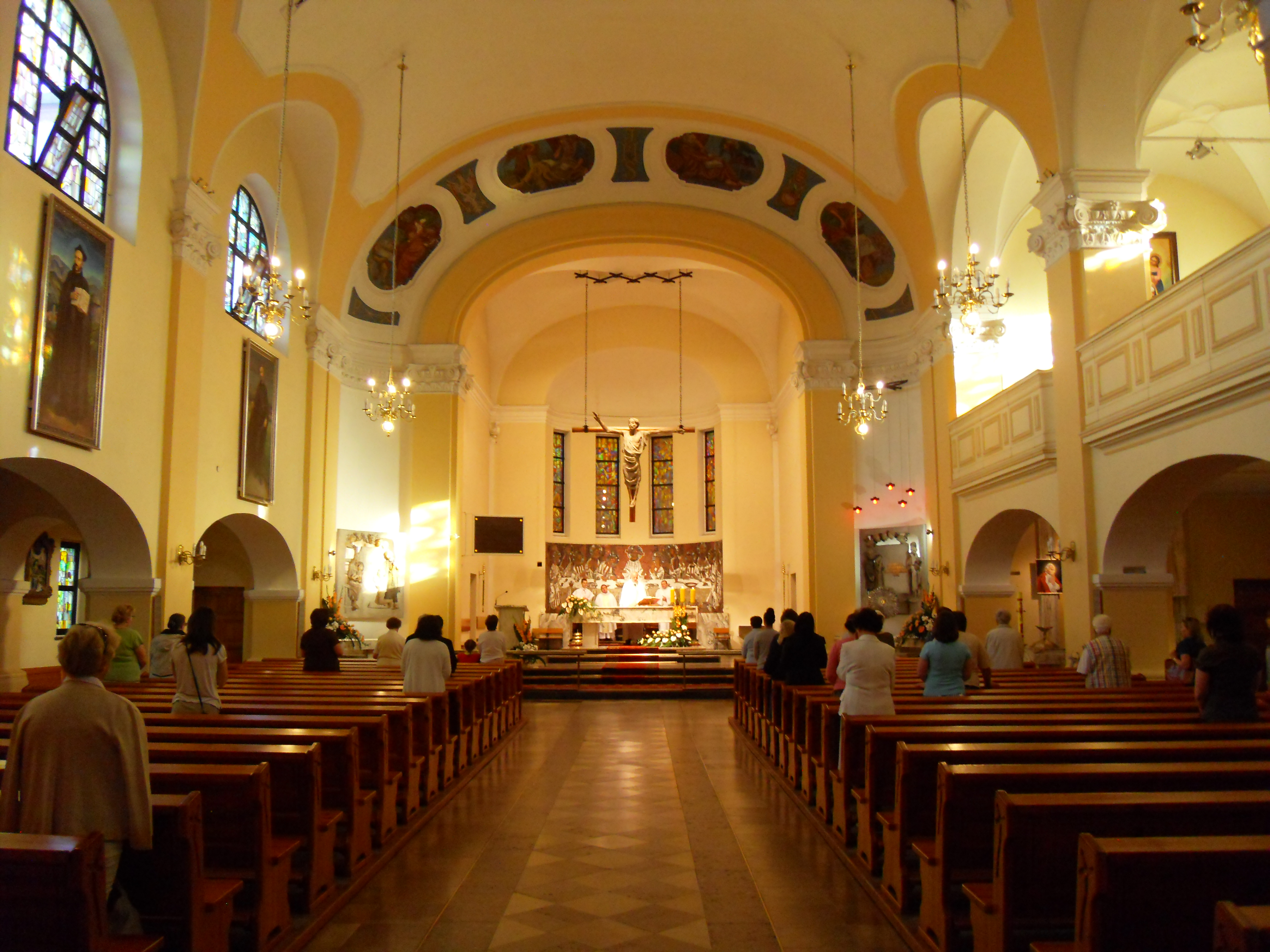
Wnętrze kościoła św. Andrzeja Boboli

Należy do dekanatu Gdańsk-Wrzeszcz, w archidiecezji gdańskiej.
W parafii znajduje się kościół parafialny pw. św. Andrzeja Boboli (Duży Kościół), przy którym mieści się plebania (dawna pastorówka), oraz kościół filialny Świętego Krzyża (Mały Kościół), przy którym mieszkają siostry Służebniczki.
Parafia prowadzona jest przez jezuitów, a jej proboszczem od września 2023 jest o. Adam Baczewski SJ.
Kościół św. Andrzeja Boboli został wzniesiony w latach 1913–1916, w stylu neobarokowym, według projektu Hermana Phlepsa. Przetrwał II wojnę światową bez zniszczeń.

## Historia
- 1930 – ustanowienie parafii w kaplicy św. Krzyża
- 1945 – przejęcie budynku kościoła ewangelickiego – ewangelików reformowanych pw. Kościoła Chrystusa i przeniesienie doń zadań parafialnych (kościół Andrzeja Boboli)